# Hymenaster giboryi
Hymenaster giboryi är en sjöstjärneart som beskrevs av Perrier 1894. Hymenaster giboryi ingår i släktet Hymenaster och familjen knubbsjöstjärnor. Inga underarter finns listade i Catalogue of Life.